# 1-ブロモヘキサン
1-ブロモヘキサンは、化学式が C6H13Br で表される有機ハロゲン化合物である。刺激性のある無色から薄黄色の液体である。
医薬品や有機化学物質を製造するために使用される。

## 反応
ドデカンの実験室的製法として、1-ブロモヘキサンとナトリウムを反応させるものがある。
2C
6H
13Br + 2 Na → C
12H
26 + 2 NaBr